# Fabrizio Luna
Fabrizio Luna (* im 15. Jahrhundert in Neapel; † vor 1559 ebenda) war ein italienischer Lexikograf.

## Leben und Werk
Fabrizio Luna war Neapolitaner, hatte aber auf Reisen nach Norditalien auch Pietro Bembo persönlich kennengelernt. Er publizierte 1536 ein reichhaltiges und originelles frühes Glossar des Italienischen, in dem er in Bezug auf die Questione della lingua die Auffassung einer „aus den verschiedenen dialektalen Hofsprachen und Dialekten zu bildenden überregionalen Richtsprache“ (Pfister) vertrat und neben den üblichen Klassikern Dante, Petrarca und Boccaccio auch Ariost zitierte.

## Werke
- Vocabulario di cinquemila vocabuli toschi non men oscuri che utili e necessarij del Furioso, Bocaccio, Petrarcha e Dante nouamente dechiarati e raccolti da Fabricio Luna per alfabeta ad utilità di chi legge, scrive e favella, Neapel 1536